# فشن تی‌وی
فشن تی‌وی (به انگلیسی:Fashion tv) یک کانال تلویزیونی بین‌المللی پخش مد و سبک زندگی مدرن است. فشن تی‌وی در سال ۱۹۹۷ در فرانسه توسط میشل آدام لیسوفسکی اهل لهستان تأسیس شد که یک کانال ماهواره‌ای گسترده در جهان است که در ۳۱ ماهواره و ۲۰۰۰ سیستم کابل مشغول به پخش می‌باشد. این کانال از سال ۲۰۱۴، ۴۰۰ میلیون بیننده در سراسر جهان پیدا کرد که ۸۰ میلیون بیننده از کشورهای عربی بوده‌اند.